# Christoph Scheiner
Chritoph Scheiner (1573/1575-1650) là nhà vật lý, nhà thiên văn học, linh mục người Đức. Ông là một tu sĩ dòng Tên. Ông cùng Galileo Galilei và Johannes Fabricius nhìn thấy các vết đen Mặt Trời. Nhưng thay vì liều lĩnh như Galilei nhìn thẳng vào Mặt Trời qua kính viễn vọng, cả Scheiner và Fabricius đều nhìn gián tiếp quqa buồng tối. Ngoài ra, theo khuyến cáo của Johannes Kepler, Scheiner hoàn thiện kính thiên văn khúc xạ, gồm hai thấu kính hội tụ. Nhưng rất tiếc, ảnh được phóng đại lên nhiều lần nhưng lại lộn ngược. Vì những tranh cãi về đốm Mặt Trời khiến Galilei và Scheiner có mối quan hệ thù địch dai dẳng và cay đắng. Trên thực tế, có ít nghi ngờ rằng cả hai người trong số họ đã bị đánh bại bởi David Fabricius và con trai ông Johannes, tìm kiếm việc xác nhận tiên đoán của Kepler về chuyển động của Mặt trời. Ông bị Galilei và Mario Guiducci xúc phạm vô cớ trong Bài thuyết trình